# Akvariegaffelmossa
Akvariegaffelmossa (Riccia rhenana) är en levermossart som beskrevs av Lorb.. Akvariegaffelmossa ingår i släktet rosettmossor, och familjen Ricciaceae. Arten är reproducerande i Sverige.